# Harald Foss
Harald Frederik Foss, født Voss (21. august 1843 i Fredericia – 15. februar 1922 på Frederiksberg) var en dansk landskabsmaler. Harald Foss var farbror til Alexander Foss, som var kompagnon i cementkoncernen F.L. Smidth & Co., hvor grundlæggeren F.L. Smidth var bror til maleren Hans Smidth.
Foss var søn af toldassistent Hans Vilhelm Voss og Vilhelmine Sophie født Støckelbach. Efter sin konfirmation var Foss nogen tid discipel på et apotek, opgav imidlertid denne stilling og tog 1861 til København, hvor han blev elev på Kunstakademiet, samtidig med at han uddannede sig til landskabsmaler under Vilhelm Kyhns vejledning, der blev af største betydning for den unge kunstner. Foss udstillede første gang 1865 og har siden været repræsenteret på næsten samtlige udstillinger. Den Sødringske Opmuntringspræmie blev ham tilkendt 1867, og 1879 foretog han som Akademiets stipendiat en større udenlandsrejse til Tyskland, Østrig, Italien og Frankrig. Han blev 1889 medlem af Akademiets plenarforsamling efter at have modtaget årsmedaljen på udstillingerne 1888 og 1889. 1901 blev han titulær professor.
Foss er en værdig elev af sin store lærer Vilhelm Kyhn og har stedse vundet megen anerkendelse for sine arbejder. Motiverne til disse er væsentlig hentede fra Jylland, hvis storladne natur han forstår at gengive med fremragende dygtighed. Blandt disse talrige arbejder må som særlig karakteristiske fremhæves Morgen, fra bakkerne ved Ry i begyndelsen af oktober. (1888), der erhvervedes til Den Kongelige Malerisamling, og Hedebakker ved Ry, bygevejr (1889). Foss ægtede 1874 Anna Elisabeth Holcha Hansen, datter af købmand Christian Hansen i Hobro.